# Rulyrana spiculata
Rulyrana spiculata es una especie de anfibio anuro de la familia de las ranas de cristal (Centrolenidae). Es endémica del este de Perú. Habita junto a arroyos en bosques nublados entre los 1200 y los 1700 m de altitud en los departamentos de Cusco, Ayacucho, Junín, Huánuco y Pasco. Deposita los huevos en hojas junto a los arroyos y sus renacuajos se desarrollan en estos. Mide entre 21 y 23 mm.